# Анаїс Лорендон
Анаїс Лорендон (фр. Anaïs Laurendon; нар. 15 квітня 1985) — колишня французька тенісистка.
Найвищу одиночну позицію світового рейтингу — 180 місце досягла 11 жовтня 2010, парну — 246 місце — 11 липня 2011 року.
Здобула 6 одиночних та 10 парних титулів туру ITF.
Завершила кар'єру 2014 року.

## Фінали ITF
| Легенда          |
| ---------------- |
| турніри $100,000 |
| турніри $75,000  |
| турніри $50,000  |
| турніри $25,000  |
| турніри $10,000  |

### Одиночний розряд: 10 (6–4)
| Результат | Ранг | Дата     | Турнір                   | Покриття   | Суперниця            | Рахунок             |
| --------- | ---- | -------- | ------------------------ | ---------- | -------------------- | ------------------- |
| Перемога  | 1.   | Лип 2005 | ITF Понтеведра, Іспанія  | Ґрунт      | Маріна Коссу         | 6–2, 6–0            |
| Поразка   | 1.   | Лип 2006 | ITF Імола, Італія        | Килим      | Регіна Куликова      | 4–6, 2–6            |
| Перемога  | 2.   | Чер 2009 | ITF Монпельє, Франція    | Ґрунт      | Марія Емілія Салерні | 6–3, 6–2            |
| Поразка   | 2.   | Жов 2009 | ITF Лімож, Франція       | Ґрунт      | Клер Феерстен        | 0–6, 7–5, 3–6       |
| Перемога  | 3.   | Січ 2010 | ITF Гренобль, Франція    | Тверде (i) | Вікторія Ларр'єр     | 6–3, 6–2            |
| Поразка   | 3.   | Бер 2010 | ITF Діжон, Франція       | Тверде (i) | Ганна Півень         | 4–6, 5–7            |
| Перемога  | 4.   | Вер 2010 | ITF Денен, Франція       | Ґрунт      | Стефані Коен-Алоро   | 6–3, 7–5            |
| Поразка   | 4.   | Лип 2011 | ITF Ле-Контамін, Франція | Тверде     | Клер Феерстен        | 6–7(4), 6–2, 6–7(2) |
| Перемога  | 5.   | Кві 2012 | ITF Бол, Хорватія        | Ґрунт      | Бернарда Пера        | 6–4, 4–6, 6–3       |
| Перемога  | 6.   | Тра 2012 | ITF Флоренція, Італія    | Ґрунт      | Магда Лінетт         | 6–4, 6–4            |

### Парний розряд: 21 (10–11)
| Результат | Ранг | Дата      | Турнір                           | Покриття   | Партнерка          | Суперниці                            | Рахунок             |
| --------- | ---- | --------- | -------------------------------- | ---------- | ------------------ | ------------------------------------ | ------------------- |
| Перемога  | 1.   | Жов 2004  | ITF Куарту-Сант'Елена, Італія    | Тверде     | Орелі Веді         | Сандра Заглавова Раффаелла Бінді     | 6–3, 3–6, 6–3       |
| Поразка   | 1.   | Січ 2005  | ITF Гренобль, Франція            | Тверде (i) | Емілі Баке         | Мервана Югич-Салкич Дарія Юрак       | 2–6, 2–6            |
| Поразка   | 2.   | Лют 2005  | ITF Албуфейра, Португалія        | Тверде     | Емілі Баке         | Ленка Брошова Яна Юріцова            | 4–6, 6–2, 2–6       |
| Поразка   | 3.   | Лют 2005  | ITF Портіман, Португалія         | Тверде     | Лінда Смоленакова  | Ірина Бурячок Ольга Панова           | 4–6, 2–6            |
| Поразка   | 4.   | Чер 2006  | ITF Монпельє, Франція            | Ґрунт      | Марі-Перрін Бодуен | Клер Жалад Амандін Сенля             | 6–4, 3–6, 1–6       |
| Поразка   | 5.   | Сер 2006  | ITF Гардоне-Валь-Тромпія, Італія | Ґрунт      | Емелія Дезідеріо   | Валентіна Сульпіціо Вердіана Верарді | 1–6, 3–6            |
| Перемога  | 2.   | Сер 2006  | ITF Єзі, Італія                  | Ґрунт      | Штефані Гайднер    | Кільдін Шевальє Елена В'янелло       | 6–0, 6–3            |
| Перемога  | 3.   | Вер 2006  | ITF Лімож, Франція               | Тверде (i) | Кіка Гоґендорн     | Шеразад Рей Кло Ґамбе                | 6–2, 6–4            |
| Поразка   | 6.   | Бер 2009  | ITF Ам'єн, Франція               | Ґрунт (i)  | Б'янка Хинку       | Ольга Брозда Магдалена Кіщиньська    | 2–6, 1–6            |
| Поразка   | 7.   | Лип 2009  | ITF Ле-Контамін, Франція         | Тверде     | Ніколь Рінер       | Лаура Йоана Пар Патрицья Сандуська   | 2–6, 3–6            |
| Перемога  | 4.   | Бер 2010  | ITF Діжон, Франція               | Тверде (i) | Естель Гізар       | Ольга Брозда Магдалена Кіщиньська    | 7–5, 7–5            |
| Перемога  | 5.   | Лип 2010  | ITF Віго, Іспанія                | Тверде     | Анна Сміт          | Софія Квацабая Юстіна Озга           | 6–3, 6–1            |
| Перемога  | 6.   | Сер 2010  | Ladies Open Hechingen, Німеччина | Ґрунт      | Ірина-Камелія Бегу | Юлія Шруфф Еріка Сема                | 6–2, 4–6, [10–8]    |
| Поразка   | 8.   | Кві 2011  | ITF К'яссо, Швейцарія            | Ґрунт      | Клер Феерстен      | Івонн Мойсбургер Катрін Верле-Шеллер | 3–6, 3–6            |
| Перемога  | 7.   | Лип 2011  | ITF Штутгарт, Німеччина          | Ґрунт      | Дарія Юрак         | Гана Бірнерова Штефані Фогт          | 4–6, 6–1, [10–0]    |
| Перемога  | 8.   | Кві 2012  | ITF Бол, Хорватія                | Ґрунт      | Ніколе Клеріко     | Джесіка Малечкова Тереза Сміткова    | 6–2, 6–0            |
| Поразка   | 9.   | Тра 2012  | ITF Флоренція, Італія            | Ґрунт      | Ніколе Клеріко     | Джоя Барб'єрі Андрея Вейдяну         | 2–6, 7–6, [8–10]    |
| Поразка   | 10.  | Sepr 2012 | ITF Роттердам, Нідерланди        | Ґрунт      | Морґан Понс        | Каролін Даніелс Франціска Кеніґ      | 3–6, 4–6            |
| Перемога  | 9.   | Вер 2012  | ITF Анталія, Туреччина           | Ґрунт      | Катержина Ванькова | Дьяна Бузян Б'янка Хинку             | 7–5, 6–3            |
| Поразка   | 11.  | Жов 2012  | ITF Анталія, Туреччина           | Ґрунт      | Катержина Ванькова | Єлизавета Янчук Світлана Пироженко   | 6–7(0), 6–2, [7–10] |
| Перемога  | 10.  | Жов 2012  | ITF Анталія, Туреччина           | Ґрунт      | Катержина Ванькова | Альона Фоміна Ліна Джорческа         | 6–2, 6–4            |